# Švédův stůl

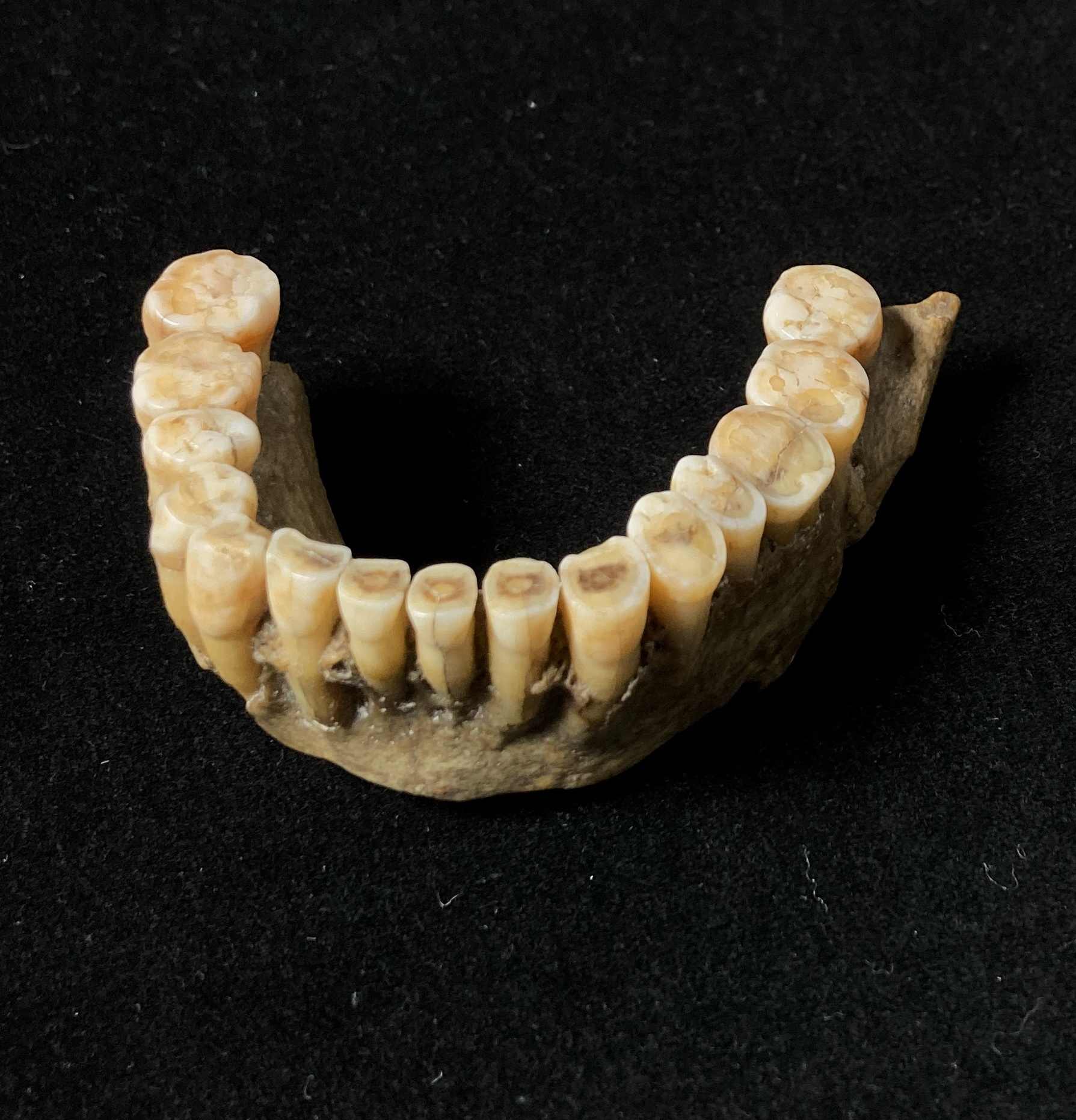
Tzv. Ochozskou čelist neandertálce objevil student geologie Karl Kubásek v jeskyni Švédův stůl v roce 1905.

Jeskyně Švédův stůl se nachází v jižní části CHKO Moravský kras v údolí Říčky poblíž Ochozské jeskyně a Jeskyně Pekárny. Jedná se o krátkou průchozí jeskyni ve skalním bloku (od toho název stůl). Jeskyni kromě jeskynních medvědů, hyen a dalších zvířat obývali podle nálezů už neandrtálci před 100 000 lety, dále i mladší kultury (neolit, doba bronzová). Archeologický výzkum zde prováděl Bohuslav Klíma.